# Sony A6600
Sony α6600 (модель ILCE-6600) цифровой беззеркальный фотоаппарат, представленный компанией Sony 28 Августа 2019 года.
Он пришел на смену Sony α6500. Улучшена автофокусировка, ISO расширена до 102400, новая ручка, новая батарея и разъем для наушников.
Цена на старте продаж составляет 100 тысяч рублей за тушку и 130 тысяч за комплект с объективом 18-135mm f/3.5-5.6.м.

## Особенности
- 24Мп APS-C CMOS матрица.
- Продвинутая система следящего автофокуса.
- Встроенная стабилизация изображения.
- 2,36 млн точечный OLED видоискатель.
- 0,9 млн точечный наклонный экран.
- Wi-Fi и NFC.
- 4K на 30p.
- Зарядка через USB.
- 810 снимков на одном заряде батареи.

## Съемка видео
Камера снимает видео в 4K видео на 24p с оверсэмплингом со всей матрицы. При съемке в формате 1080p на 120 к/с кроп составляет 1,14х, а 4К на 30p — 1,23х. Нет ограничения времени записи.

## Дизайн
Дизайн похож на дизайн A6500, но ручка намного больше и переработана, это позволяет разместить большую батарею, встроенная выдвижная вспышка, появилась дополнительная настраиваемая кнопка. Экран поворачивается на 180°, что позволяет делать селфи.

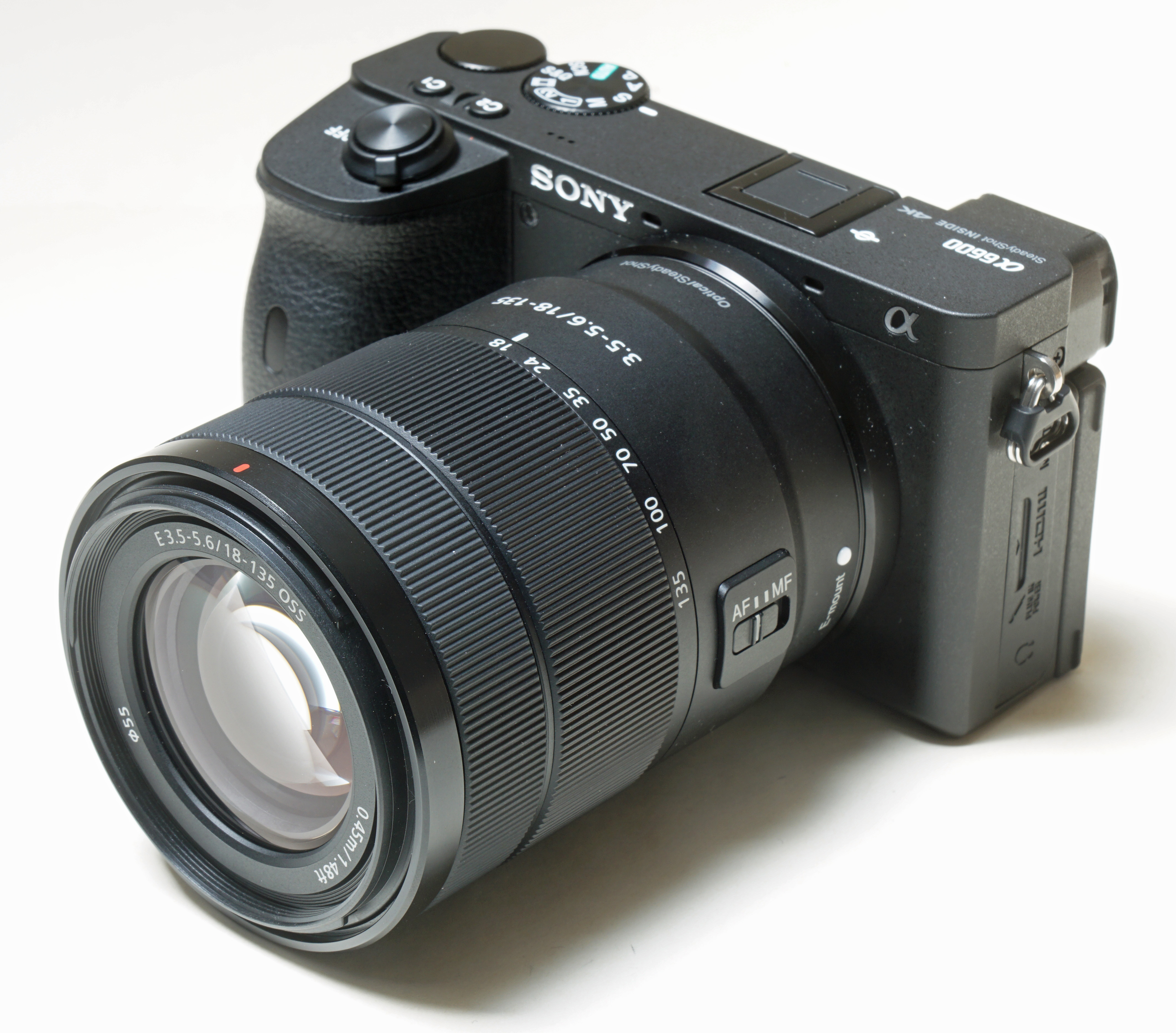
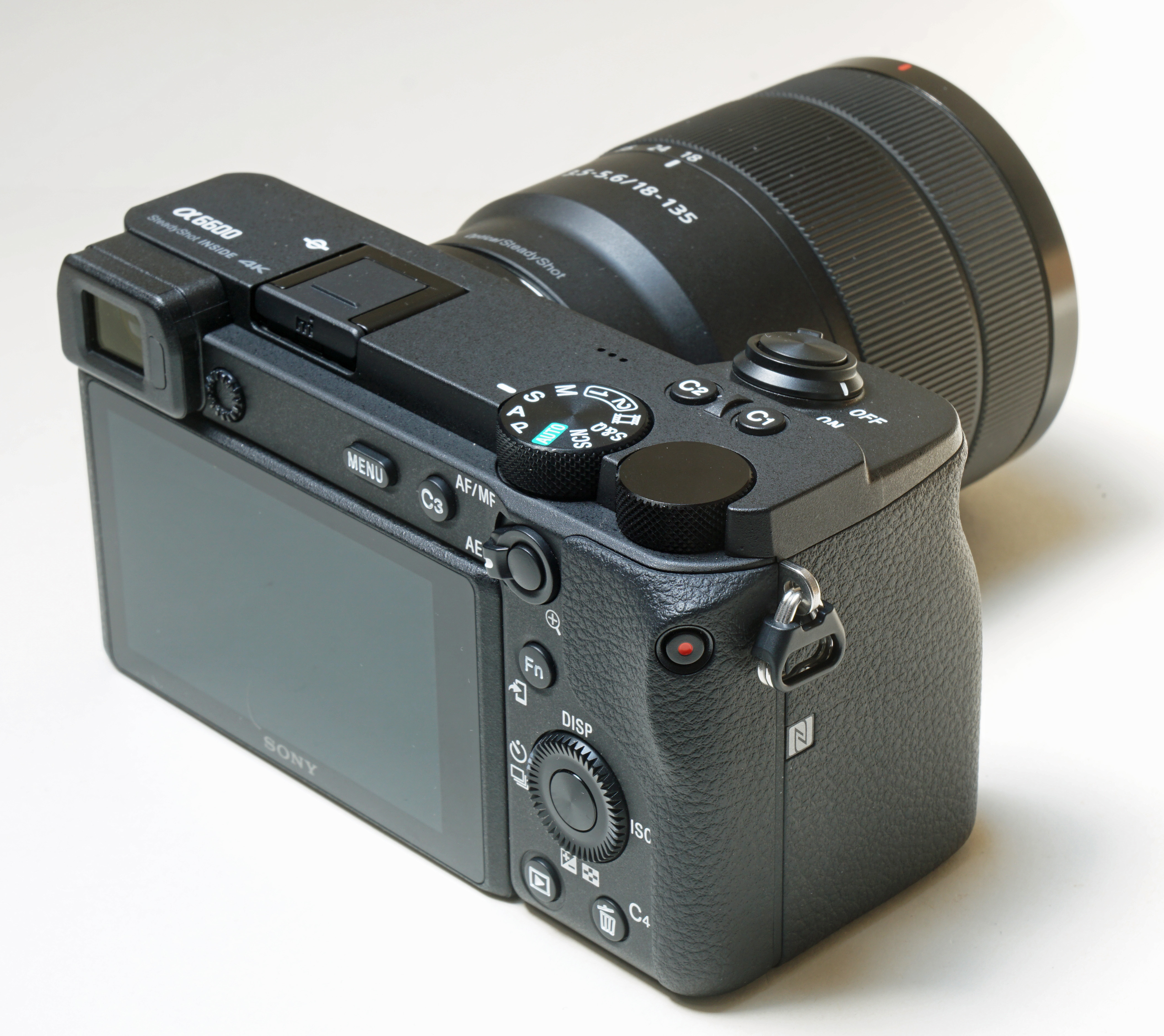
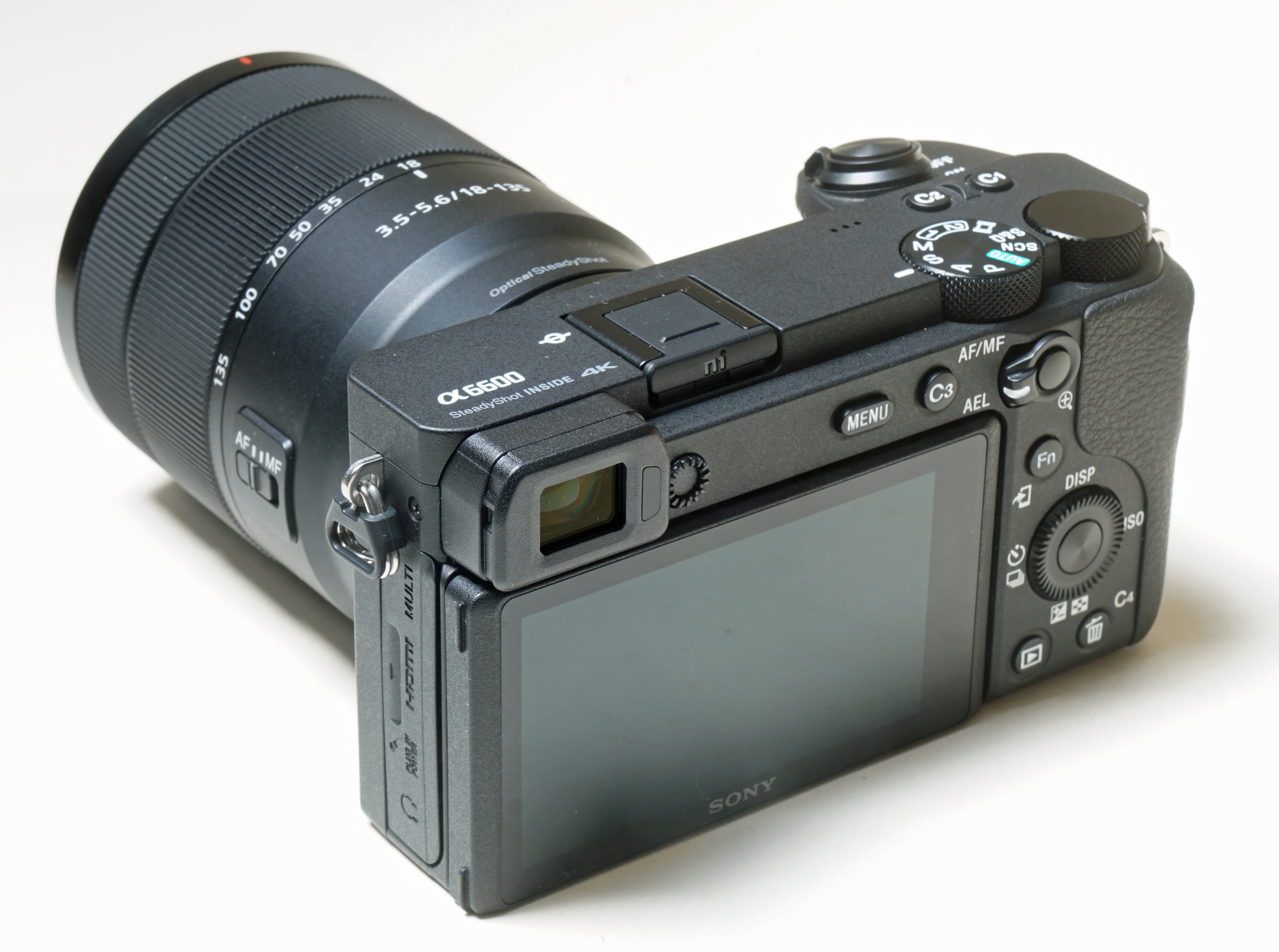
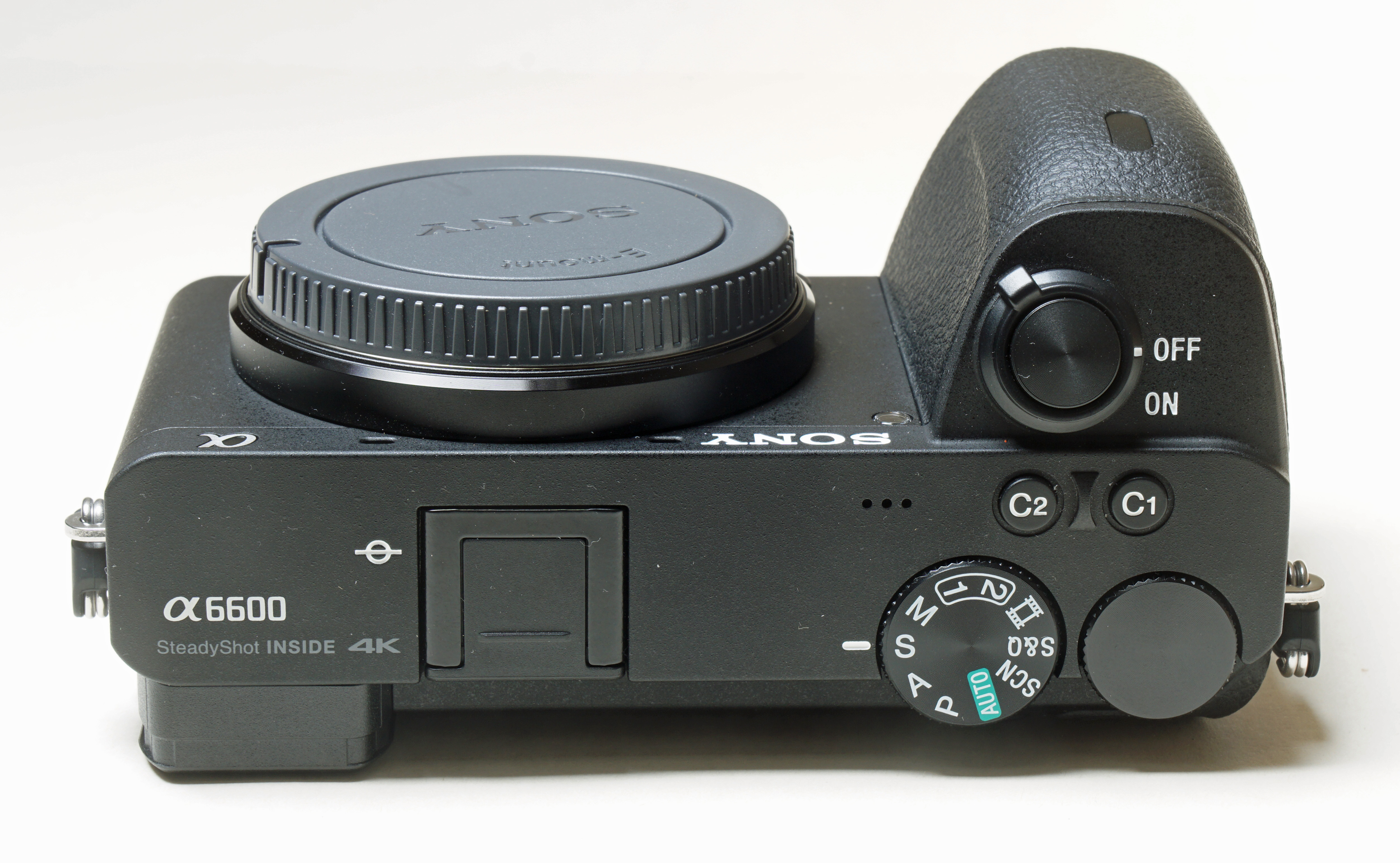
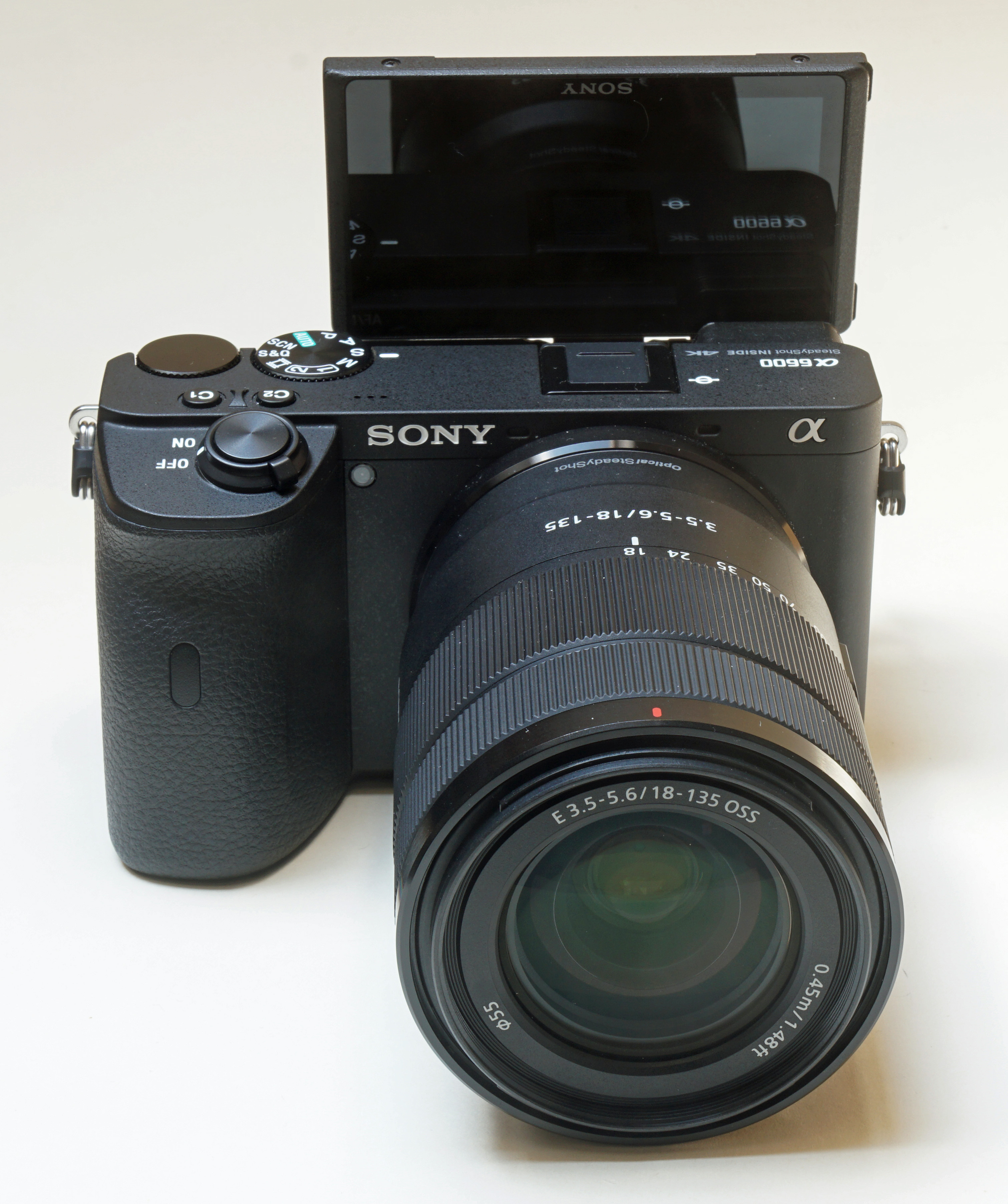